# Samuel Johnson (futbolista nacido en 1973)
Samuel Johnson (Acra, Ghana, 25 de julio de 1973) es un exfutbolista de Ghana que jugaba en la posición de centrocampista.

## Carrera

### Club
| Periodo   | Club           |
| --------- | -------------- |
| 1991-1995 | Hearts of Oak  |
| 1995-1996 | Kalamata FC    |
| 1996–1998 | RSC Anderlecht |
| 1998–1999 | Gaziantepspor  |
| 1999–2003 | Fenerbahçe SK  |
| 2003–2004 | Gaziantepspor  |
| 2004–2006 | Kayserispor    |

### Selección nacional
Debutó con Ghana en 1 de septiembre de 1990 en la victoria por 1-0 ante Nigeria en Kumasi por la clasificación para la Copa Africana de Naciones de 1992. Su primer gol internacional lo anotó el 29 de diciembre de 1995 en la victoria por 2-1 sobre Egipto en un partido amistoso en El Cairo y su retiro internacional fue el 13 de junio de 2003 en una derrota por 1-3 ante Kenia en un partido amistoso en Acra. Jugó 50 partidos internacionales y anotó cinco goles.

## Logros

### Club
- Ghanaian FA Cup: 1993–94
- Süper Lig: 2000–01

### Individual
- Goleador de la Copa de Turquía en 2004/05.